# Daniela Baumer
Daniela Baumer (n. 8 septembrie 1971, Herblingen⁠(d), Cantonul Schaffhausen, Elveția) este o caiacistă ce a reprezentat Elveția, medaliată olimpică. A participat la o ediție a Jocurilor Olimpice (1996) în care a câștigat o medalie de argint.

## Participări
Lista de mai jos prezintă principalele competiții la care a participat Daniela Baumer de-a lungul carierei.
- canoeing at the 1996 Summer Olympics – women's K-4 500 metres[*]